# كأس تركيا 2012–13
كأس تركيا 2012–13 (بالتركية: 2012-13 Türkiye Kupası)‏ هو الموسم 51 من كأس تركيا. أقيم خلال الفترة 19 سبتمبر 2012 وحتى 22 مايو 2013، وأشرف على تنظيمه اتحاد تركيا لكرة القدم، وكان عدد الأندية المشاركة فيه 156، وفاز فيه نادي فنربخشة.